# Matti Breschel
Matti Breschel (nascido em 31 de agosto de 1984) é um ciclista profissional dinamarquês que atualmente compete para a equipe Tinkoff-Saxo, da UCI ProTour. Com uma boa velocidade máxima, se destaca como um velocista.
Em 2005, o primeiro ano como profissional, Breschel terminou na segunda posição no Tour de Qatar e em terceiro no Campeonato da Dinamarca em Estrada.
Participou nos Jogos Olímpicos de Londres 2012, onde terminou em 42.º na prova de estrada individual, defendendo as cores da sua nação.
Breschel assinou com à Cannondale-Garmin para a temporada de 2016.